# Порфировик красноспоровый
Порфировик, или порфиреллус, красноспоровый (лат. Porphyréllus porphyrósporus) — гриб рода порфировик (Porphyrellus) семейства болетовые (Boletaceae).
Синонимы:
- Boletus porphyrosporus Fr. & Hök 1835basionym
- Phaeoporus porphyrosporus (Fr. & Hök) Bataille 1908
- Porphyrellus pseudoscaber Secr. ex Singer 1945
- Tylopilus porphyrosporus (Fr. & Hök) A.H. Sm. & Thiers 1971

## Описание
- Шляпка 4,8—9,5 см в диаметре, подушковидной формы, поверхность ярко-коричневого, оливково-бурого или орехово-бурого цвета, матовая, бархатистая, растрескивающаяся.
- Трубчатый слой высотой 1—2 см, при надавливании становится голубовато-зелёным до чёрного, трубочки винно-темно-жёлтого, розово-серого или буро-серого цвета.
- Мякоть светлоокрашенная, с неприятным запахом, на срезе приобретает голубую, зелёную, чёрную и даже красную окраску.
- Ножка 8—12,5 см высотой и 1—1,9 см толщиной, ярко-коричневого цвета, гладкая или покрытая мелкими чешуйками.
- Споровый порошок фиолетово-коричневого цвета. Споры 12,2—15,3×6,1—7 мкм, эллипсоидно-веретеновидной формы. Базидии 32—50,5×12,2—15,3 мкм, булавовидной формы. Цистиды 42,8—62,4×10,7—18,5 мкм, веретеновидные или булавовидные.

## Пищевые качества
Порфировик красноспоровый считается съедобным грибом.

## Ареал и экология
Распространён на Дальнем Востоке, в Европе и Северной Америке.
Встречается в августе—сентябре, в смешанных лесах.